# Московский врачебный журнал
Московский врачебный журнал— издавался в Москве в 1847—1858 годах. Журнал выходил с периодичностью по 1 или по 2 книги в год, затем — по 6 книг.
Издавался сначала «Обществом московских практических врачей» (1847—1850), затем издателем-редактором был А. И. Полунин (в 1851 году, вместе с Д. Е. Мином). 
Прекратилось издание журнала по недостатку средств.
В журнале описывать методы и приемы лечения больных, основанные на знаниях медицинской науки того времени. А. Эвениус написал для журнала ряд своих практических наблюдений. А. И. Полунин, издавая «Московский врачебный журнал», также помещал в нём собственные научные работы, а также труды наиболее выдающихся тогда русских ученых: В. В. Бессера, В. А. Басова, A. H. Бекетова, А. Ю. Давидова, Г. A. Захарьина, Ф. И. Иноземцева, В. Н. Лешкова, Л. С. Севрука, своего студента И. М. Сеченова и других. В приложениях к журналу издавались переводы медицинских сочинений иностранных учёных, которые выпускались также отдельными изданиями.
Деятельное участие принимал в работе журнала Д. Е. Мин принимал; в течение нескольких лет он был вторым редактором журнала.